# Мунайтбасов, Данияр Кенжеболатович
Дания́р Кенжебола́тович Мунайтба́сов (род. 30 марта 1976, Абай, Карагандинская область) — казахстанский боксёр, представитель полусредних весовых категорий. Выступал за национальную сборную Казахстана по боксу в конце 1990-х годов, серебряный призёр чемпионата Азии, участник летних Олимпийских игр в Сиднее.

## Биография
Данияр Мунайтбасов родился 30 марта 1976 года в городе Абай Карагандинской области Казахской ССР.
Занимался боксом в местной Специализированной детско-юношеской спортивной школе олимпийского резерва, проходил подготовку под руководством заслуженного тренера Республики Казахстан Александра Владимировича Стрельникова.
Окончил Карагандинский государственный университет имени Е. А. Букетова (1998), где обучался на факультете физической культуры и спорта.
Впервые заявил о себе в боксе на взрослом международном уровне в сезоне 1998 года, когда вошёл в основной состав казахстанской национальной сборной и выступил на Азиатских играх в Бангкоке. Однако попасть здесь в число призёров не смог, остановился уже на предварительном этапе первой полусредней весовой категории.
В 1999 году побывал на чемпионате Азии в Ташкенте, откуда привёз награду серебряного достоинства, выигранную в полусреднем весе — в решающем финальном поединке уступил тайцу Паркпуму Чэнгпхонаку.
Благодаря череде удачных выступлений удостоился права защищать честь страны на летних Олимпийских играх 2000 года в Сиднее — в категории до 67 кг благополучно прошёл первых двоих соперников по турнирной сетке, тогда как в третьем четвертьфинальном бою со счётом 7:8 потерпел поражение от украинца Сергея Доценко, который в итоге стал серебряным призёром этого олимпийского турнира.
После сиднейской Олимпиады Мунайтбасов больше не показывал сколько-нибудь значимых результатов в боксе на международной арене.
За спортивные достижения удостоен почётного звания «Мастер спорта Республики Казахстан международного класса».